# Coremiocnemis gnathospina
Coremiocnemis gnathospina is een spinnensoort in de taxonomische indeling van de vogelspinnen (Theraphosidae).
Het dier behoort tot het geslacht Coremiocnemis. De wetenschappelijke naam van de soort werd voor het eerst geldig gepubliceerd in 2010 door West en Nunn.